# Cleistes unguiculata
Cleistes unguiculata är en orkidéart som först beskrevs av Heinrich Gustav Reichenbach, och fick sitt nu gällande namn av Rudolf Schlechter. Cleistes unguiculata ingår i släktet Cleistes, och familjen orkidéer. Inga underarter finns listade i Catalogue of Life.